# Enterro prematuro

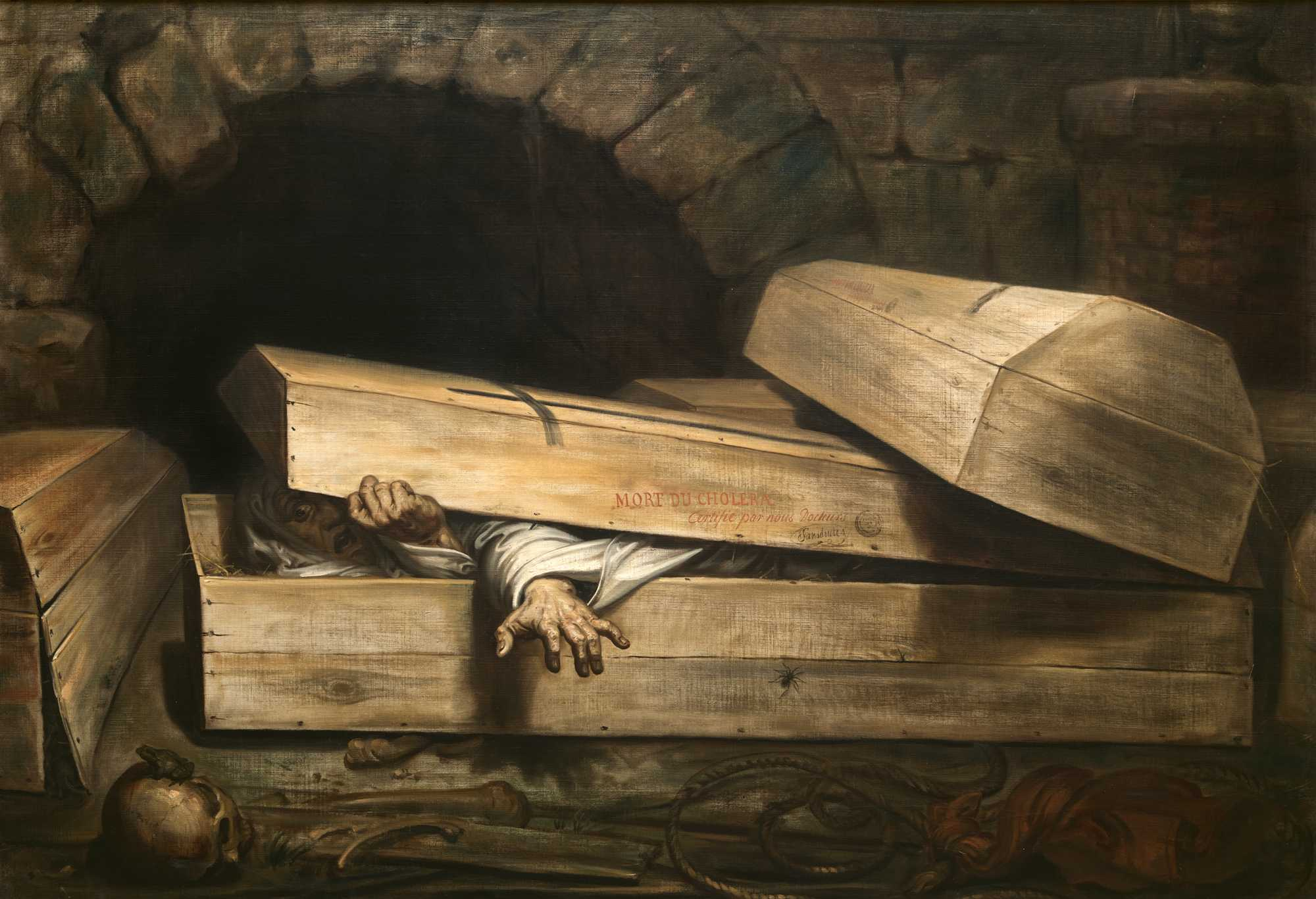
Pintura de um homem enterrado vivo feita por Antoine Wiertz

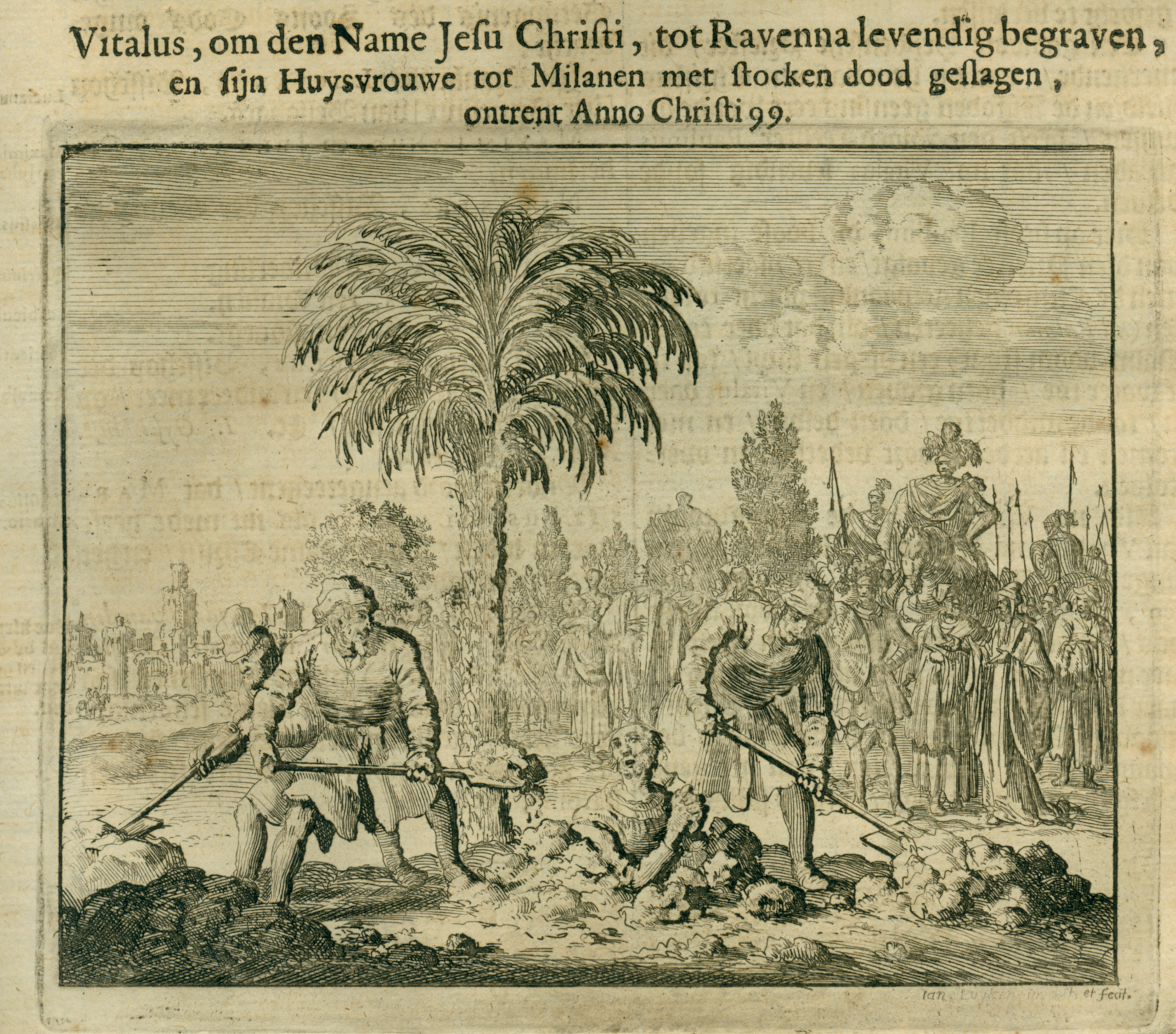
São Vital de Milão foi enterrado vivo.

Enterro prematuro, enterro vivo ou funeral vivo significa ser enterrado ainda vivo. Isso pode acontecer intencionalmente como uma forma de tortura, assassínio ou método de execução, mas também pode acontecer com o consentimento da vítima com o objetivo de escapar ou como forma de suicídio. A vítima também pode ser enterrada viva por engano, ao supor-se que está morta quando não o está. Diz-se que o medo de ser enterrado vivo é um dos mais comuns medos humanos.

## Na Antiguidade
A história antiga relata vários casos de pessoas enterradas vivas, como forma de castigo.
Segundo Heródoto, uma das evidências de que Cambises II tinha ficado louco foi que ele mandou enterrar vivos, e de cabeça para baixo, doze nobres persas, sem nenhum motivo razoável. Segundo Ctésias de Cnido, Apolonides de Cos, médico e amante da rainha Amitis, viúva de Megabizo, foi enterrado vivo no dia em que Amitis morreu.
Este era o castigo para as virgens vestais que violavam o voto de castidade. Opilia, no início da República Romana e Sextília, na época das Guerras Pírricas, foram enterradas vivas por adultério.
De acordo com lendas, São Vitálio, após ser torturado no potro, foi enterrado vivo.